# Distaal interfalangeaal gewricht

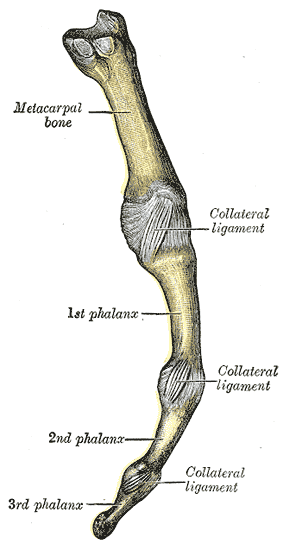
De vingergewrichten met het DIP onderaan

Het distale interfalangeale gewricht, DIP-gewricht of articulus interphalangicus distalis van vinger of teen is het gewrichtje tussen het voorlaatste en het eindkootje. De P in DIP komt van de ouderwetse Latijnse spelling van falanx, kootje, met ph voor f. 